# Regione di Kashkadarya
La regione di Kashkadarya (usbeco: Qashqadaryo viloyati) è una regione (viloyat) dell'Uzbekistan, situata nella parte meridionale del paese, ai confini con il Turkmenistan. Prende il nome dall'omonimo fiume.

## Geografia antropica

### Suddivisioni amministrative
La regione è suddivisa in 13 distretti (tuman):

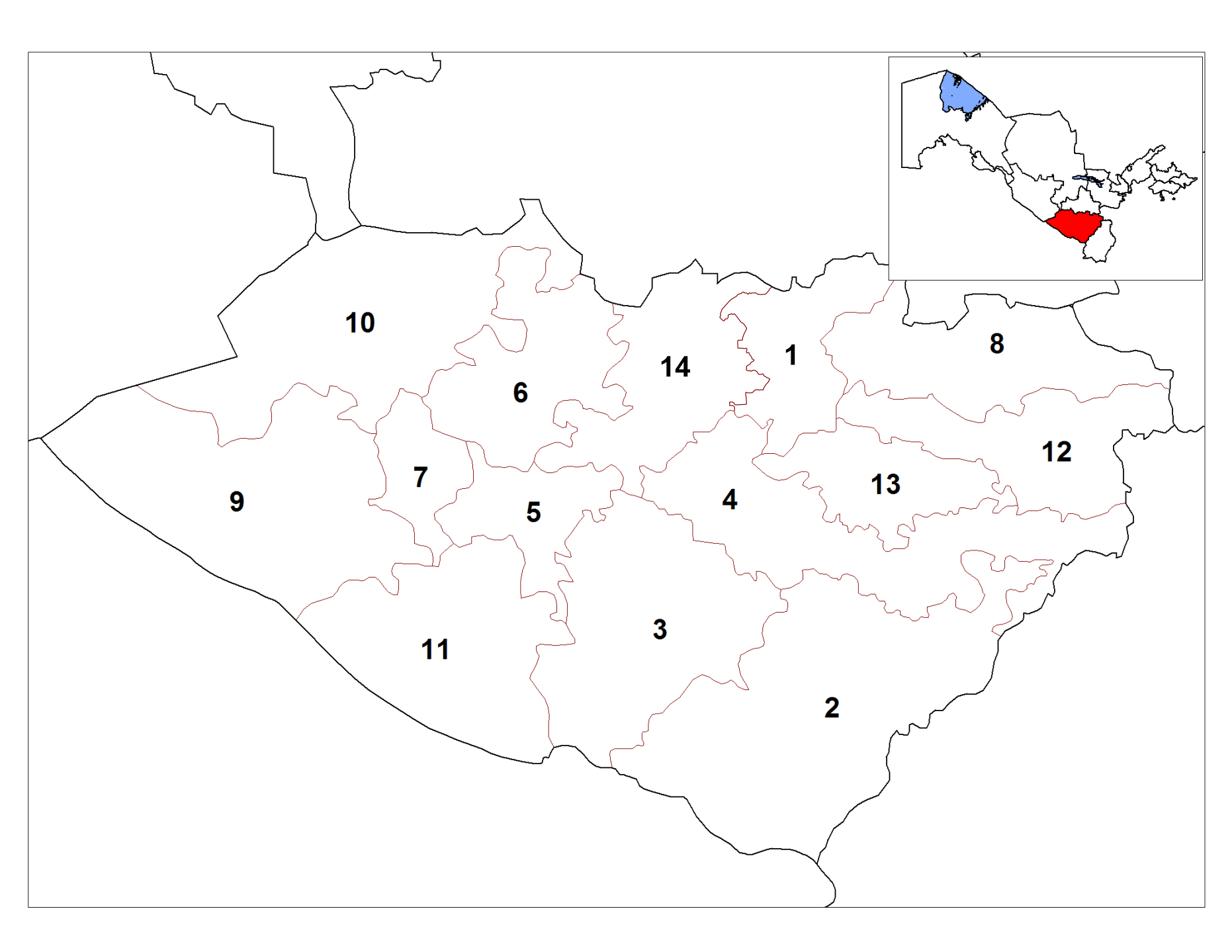
Distretti di Kashkadarya

|    | Nome del distretto      | Capoluogo       |
| -- | ----------------------- | --------------- |
| 1  | Distretto di Chiroqchi  | Chiroqchi       |
| 2  | Distretto di Dehkanabad | Karashina       |
| 3  | Distretto di Guzar      | Guzar           |
| 4  | Distretto di Kamashi    | Kamashi         |
| 5  | Distretto di Karshi     | Beshkent        |
| 6  | Distretto di Kasby      | Muglan          |
| 7  | Distretto di Kitob      | Kitob           |
| 8  | Distretto di Koson      | Koson           |
| 9  | Distretto di Mirishkor  | Yangi-Mirishkor |
| 10 | Distretto di Muborak    | Muborak         |
| 11 | Distretto di Nishon     | Yangi-Nishon    |
| 12 | Distretto di Shahrisabz | Shahrisabz      |
| 13 | Distretto di Yakkabog   | Yakkabog        |
| 14 | Distretto di Kukdala    | Yettitom        |

## Natura
Il territorio della regione comprende principalmente la pianura del Kashkadarya; È circondato dalle catene montuose Zarafshan e Hissar a nord, est e sud-est. Le colline occupano lo spazio tra le montagne e le pianure. La maggior parte della pianura è costituita dal deserto di Karshi, delimitato a ovest dai deserti di Sandiqli e Kyzylkum. Il clima è continentale. L'inverno è relativamente mite. L'estate è lunga (155-160 giorni), calda e secca. La temperatura media di gennaio varia da 0,2° a 1,9°, mentre quella di luglio varia da 28° a 29,5°. La temperatura più alta è di 45°. La temperatura più bassa è di -20°. Le precipitazioni annuali sono di 290-300 mm in pianura, 520-550 mm in collina e 550-650 mm in montagna. Le precipitazioni si verificano principalmente in primavera e in inverno, con forti raffiche di vento in estate. In montagna si forma un manto nevoso stabile (2-6 mesi). La stagione di crescita nelle pianure dura 290-300 giorni. Il fiume principale è il Kashkadarya. I suoi affluenti sono Jinnidarya, Aqsuv, Yakkabogdarya, Tankhozdarya e Guzordarya (insieme al Grande e al Piccolo Oradarya). I fiumi sono alimentati dalla neve, dalla pioggia e dai ghiacciai. L'acqua del fiume viene utilizzata principalmente per l'irrigazione. Bacini idrici di Chimkurgan, Kamashi, Pachkamar; Ci sono Fayziabad, 8-Mart, Eskibog, Eski Anhor, Kason, Pakhtaabad, Karshi e altri canali. Per sviluppare il deserto di Karshi sono state costruite sei stazioni di pompaggio e reti di drenaggio a collettori aperti e chiusi. Il terreno dei terreni irrigati è costituito prevalentemente da terreni tipici e di colore grigio chiaro. La valle di Kitab-Shahrisabz ha terreni più limosi. I tipici terreni grigi sono distribuiti in tutte le regioni montuose ad alta quota. La flora naturale è composta da circa 1.200 specie di piante superiori. Nella regione si trovano 76,6 mila ettari di foreste. La maggior parte delle foreste è costituita da ginepri e saxaul. I pendii delle montagne sono ricoperti da vari tipi di erbe e arbusti. Le foreste montane sono costituite da ginepri, mandorleti, pistacchi e boschetti di ginepro. In montagna crescono il finocchio, il fieno greco, la cipolla anzur, il cumino nero e altre specie.
Nella regione si trovano più di 100 specie di uccelli, 60 specie di mammiferi e 7 specie di rettili. Nei fiumi e nei bacini artificiali vivono carpe, anguille, carpe rosse, scardole e pesci persici. La regione ospita la foresta montuosa di Hissar e le riserve geologiche statali di Kitab; È in funzione il complesso dell'osservatorio del monte Kitab.
La regione è situata nel bacino del Kashkadarya e sui pendii occidentali della catena montuosa del Pamir-Alai. Il territorio della regione si innalza da ovest a est di 300-400 metri. La parte orientale della regione è costituita dalle colline Kitab-Kamashi, dove l'altitudine varia dai 450-500 ai 900-950 metri. La maggior parte delle montagne della regione occupa la parte nord-orientale. Qui le vette più alte delle montagne raggiungono i 4.000 metri. La superficie della regione di Kashkadarya è di 28,6 km² e la sua popolazione è di oltre 2.442,2 mila abitanti (2006). Circa 3/4 della popolazione vive nei villaggi.

## Popolazione
La popolazione è prevalentemente uzbeka (91,2%), ma comprende anche tagiki, turkmeni, arabi, russi, kazaki, ucraini, azeri, coreani, kirghisi, turchi, ucraini, bielorussi, tatari e altre nazionalità. La densità media della popolazione è di 109,0 persone per km². La popolazione urbana è di 1.460,0 mila persone, quella rurale è di 1.948,3 mila persone (2022).
Fino all'inizio del XX secolo, la divisione in clan e tribù era mantenuta dalla maggior parte della popolazione che viveva nel territorio dell'attuale regione di Kashkadarya. Ad esempio, nella città di Karshi e nei suoi dintorni ci sono Mangit, Saray, Qavchin, Qatagan, Kutchi, Kipchaks, Khtoy, Kirq e altre tribù, a Shahrisabz e nei suoi dintorni ci sono Kenagas, Saray, Kutchi, Turk, Qatagan, Kalmyk , Kangli, Chuyut, Qiyat, Kung`rot, Le tribù Mojar, Mangit, Mitan, Mongol, Naiman e Sayat vivevano a Guzar e nei suoi dintorni, così come le tribù Qavchin, Kerait, Kungarot, Mangit e altre. Si dedicavano all'agricoltura, all'allevamento e all'artigianato.

## Economia
La regione di Kashkadarya occupa un posto importante in Uzbekistan in termini di produzione agricola ed estrazione di risorse di combustibile. La regione produce l'88% del gas naturale della repubblica, il 92% del petrolio, il 99,6% del condensato e il 100% dello zolfo.
Kashkadarya è il più grande fornitore di cereali e cotone della repubblica. La regione rappresenta il 10,2% della produzione agricola lorda dell'Uzbekistan, di cui l'11,8% di cotone, il 12% di cereali e il 19% di pellicce di karakul. Si stanno sviluppando le industrie di trasformazione del gas naturale, del condensato e dei prodotti agricoli. Nella regione sono presenti 1.100 piccole imprese e 40.600 microimprese. Tra queste rientrano le imprese industriali, edilizie, commerciali e di ristorazione, agricole e di altro tipo.

## Industria
Industrie leader: — produzione di gas naturale e petrolio, lavorazione del gas, sgranatura del cotone, estrazione di petrolio, produzione di materiali da costruzione, filatura di filati, cucito, cibo, ecc. Le imprese più grandi: Muborak Oil and Gas Unitary Enterprise, Shurtan Gas Unitary Enterprise, lavorazione del gas di Mubarak stabilimento, complesso chimico-gas di Shurtan, Karshi, estrazione di petrolio di Koson, fabbriche di inscatolamento di Shahrisabz, Shahrisabz pillakashlik, fabbriche di abbigliamento di Karshi, società per azioni di marmo di Kashkadarya, impianto di potassa di Dehqanabad, ecc. Sono operative 49 joint venture, di cui: joint venture Uzbekistan-Turchia sono operative le imprese tessili "Kashteks" e "Oqsaroy Textile LTD".
La prima impresa industriale della regione, lo stabilimento di sgranatura del cotone di Shahrisabz, fu costruita nel 1916. Nel periodo successivo nella regione vennero costruiti principalmente impianti di sgranatura del cotone e fabbriche di abbigliamento. Nel 1971 venne messo in funzione l'impianto di lavorazione del gas di Mubarak. Durante gli anni dell'indipendenza furono costruiti e messi in funzione i mulini per la farina di Shahrisabz e Yakkabog, la centrale elettrica Tallimarjon issyk-kul e, alla fine del 2001, il complesso chimico e del gas di Shurtan. Nella regione di Kashkadarya si producono gas (propano), lana, fibre di cotone, ovatta, polietilene, concentrato di pomodoro e vari tipi di piastre.
Agricoltura
I principali rami dell'agricoltura sono: la coltivazione di cereali, la coltivazione del cotone, la coltivazione delle patate, la coltivazione dei meloni, la coltivazione di ortaggi e l'allevamento del bestiame. Anche l'orticoltura, la viticoltura e la sericoltura svolgono un ruolo significativo. L'allevamento è specializzato nella produzione di carne e latticini. Si sviluppano l'allevamento di bovini, ovini e avicoli. Nei distretti di Mubarak, Mirishkor, Nishon e Guzar sono presenti grandi allevamenti specializzati nell'allevamento del Karakul. Molta attenzione è dedicata anche all'apicoltura.
Nella regione di Kashkadarya ci sono 667,6 mila ettari di terra coltivabile, di cui 418,7 mila ettari sono irrigati. Il cotone è piantato su 173,8 mila ettari di terreno, i cereali su 205 mila ettari di terreno, gli ortaggi su 3,2 mila ettari di terreno, i meloni su 2 mila ettari di terreno, le patate su 0,5 mila ettari di terreno e le colture foraggere su 38,1 mila ettari di terreno. terra. 32,8 mila ettari di terreno sono occupati da piantagioni di alberi perenni, di cui 13,2 mila ettari sono frutteti, 9,2 mila ettari sono gelsi, 10,4 mila ettari sono vigneti e 1.451 mila ettari sono pascoli. Per migliorare la situazione della bonifica sono stati realizzati 13.815 km di reti di raccolta e drenaggio. Per sviluppare l'agricoltura irrigua nella regione, sono stati costruiti canali di irrigazione (Karshi, Sandal, ecc.) e bacini idrici (Tallimarjon, Chimkurgan, Hisorak, Kyzylsuv, ecc.). Sono state costruite sei grandi stazioni di pompaggio per organizzare l'irrigazione. Per aumentare la produzione agricola, nel deserto di Karshi sono stati sviluppati 250.000 ettari di terreno.
Nella regione operano 68 aziende, 17,6 mila agricoltori e 17,2 mila aziende agricole. Nella regione di Kashkadarya ci sono 654,7 mila bovini (di cui 276,8 mila mucche), 2,2 milioni pecore e capre, 1,3 milioni pollame: ne vengono allevati 17,3 mila all'anno (2005). Dal 1996 al 2005, B. Roziyev, Q. Mominov e G. A Rakhmonov e M. Saidov è stato conferito il titolo di "Eroe dell'Uzbekistan".

## Trasporto
La lunghezza della ferrovia nella regione è di 401 km. Le principali linee ferroviarie sono Kagon - Karshi - Dushanbe, Karshi - Kitab, Karshi - Samarcanda - Tashkent. La maggior parte delle ferrovie della regione sono elettrificate. Durante gli anni dell'indipendenza, fu costruita la ferrovia Tashguzar-Boisun-Kumkurgan (lunghezza totale 223 km) per collegare la regione di Surkhandarya con il resto della repubblica. Questa rotta consentiva di raggiungere la regione di Surkhandarya senza attraversare il territorio della vicina repubblica del Turkmenistan. 106,2 km di ferrovia attraversavano il territorio della regione di Kashkadarya.
I lavori di costruzione della nuova linea ferroviaria si sono svolti in tre fasi. Dopo l'adeguato coordinamento del progetto, nel 1998 iniziarono i lavori di costruzione delle tratte "Tashguzar - Dehqonabad" e nel 1999 quelli delle tratte "Boysun - Kumkurgan", a spese della Compagnia ferroviaria statale per azioni "Ferrovie dell'Uzbekistan". È stato firmato un accordo intergovernativo con il Giappone per avviare la costruzione della terza tratta, la più complessa, della nuova linea. Sulla base di questo documento, il 16 luglio 2001, l'Organizzazione giapponese per il commercio estero (JETRO) ha concesso una sovvenzione per sviluppare uno studio di fattibilità per il progetto. Per realizzare la nuova linea ferroviaria in difficili condizioni di montagna, attraversando una catena montuosa a un'altitudine di oltre 1.800 metri sul livello del mare, nel punto più alto, sono state utilizzate le tecnologie più avanzate e le attrezzature più moderne. Durante la costruzione della nuova ferrovia furono costruiti complessivamente 37 ponti, gallerie e tunnel. Furono costruite 5 stazioni ferroviarie (Tashguzar, Dehqanabad, Aqrabot, Darband e Baysun), 15 linee secondarie, tra cui 7 stazioni e 8 incroci. All'81° chilometro della linea è stato costruito un ponte lungo 234,2 metri. È sorretto da colonne di sostegno alte 43 metri su un tratto del suo percorso a forma di arco con un raggio di 350 metri.
Entro l'ottobre 2004 erano stati messi in funzione più di 112 km di questa strada, nei tratti Tashguzar-Dehkanabad e Kumkurgan-Baysun. Entro il 1° settembre 2007 è stata completata la costruzione della prima fase della nuova linea ferroviaria "Tashguzar - Boysun - Kumkurgan"[7]. Dal 15 settembre, in conformità con gli atti delle commissioni di lavoro delle Ferrovie dell'Uzbekistan JSC, è stata aperta la circolazione non-stop dei treni merci lungo la nuova linea ferroviaria "Tashguzar - Boysun - Kumkurgan". La linea ferroviaria ha la capacità di gestire 14 coppie di treni al giorno. La costruzione di questa struttura ha comportato investimenti di capitale pari a 447,4 miliardi di som, incluso un prestito di 151,5 milioni di dollari USA dalla Banca giapponese per la cooperazione internazionale
La regione dispone complessivamente di 13,9 mila km di autostrade. Di questi, la lunghezza delle strade di uso comune è di 3,4 mila km, mentre la lunghezza delle strade di proprietà delle famiglie è di 10,5 mila km. Le autostrade nazionali Karshi - Amudarya (Turkmenistan), il tratto del Grande Uzbekistan (Tashkent - Termez), Karshi - Bukhara e Karshi - Samarcanda attraversano il territorio della regione di Kashkadarya. Gli autobus partono da Karshi per Tashkent, Termez, Samarcanda, Bukhara, Navoi, Denov e altre città. Sono stati avviati voli passeggeri dall'aeroporto internazionale di Karshi sulle rotte Karshi-Mosca, Karshi-Tashkent, Karshi-Andijan e altre.

## Storia
L'oasi di Kashkadarya è famosa per la sua storia culturale. Fino agli anni Novanta, c'erano poche prove fisiche di insediamenti umani nella regione di Kashkadarya durante il Paleolitico (età della pietra). Solo alcuni oggetti di selce rinvenuti nella valle di Tankhozdarya e diversi oggetti in pietra risalenti al periodo musteriano, rinvenuti dall'archeologo D.N. Lev in una grotta sul fiume Takalisoy nel passo Takhtakaracha, indicano che nella valle di Kashkadarya vivevano popolazioni dell'età della pietra.
Negli anni '90, gli archeologi R. Kh. Sulaymonov, A.S. I Sadullayev esplorarono le valli di Oyokchisay e Kuruksay nell'alto Kashkadarya e trovarono prove materiali del periodo Paleolitico. A Siylontash sono stati rinvenuti reperti risalenti alla tarda età della pietra.
Nell'oasi sono stati scoperti monumenti di Sangirtepa e Yerkurgan, risalenti al X-VIII secolo a.C., all'età del bronzo e del ferro. Nel VII-VI secolo a.C., la valle di Kashkadarya era abitata da una numerosa popolazione dedita all'agricoltura. Nacquero e si svilupparono le città di Kesh e Naxhab. L'antico stato della Battriana comprendeva anche parte dell'oasi di Kashkadarya.
Nel 329 a.C. le truppe di Alessandro Magno conquistarono la regione di Navtaka (Kashkadarya). Kashkadarya fu uno dei centri della rivolta degli Spitamen contro gli invasori. Nel III-II secolo a.C. l'oasi di Kashkadarya divenne parte dei Seleucidi e in seguito dello stato greco della Battriana. Nel 468, i nomadi Tocari, discendenti dei Kushan, sotto la guida di Kidar, entrarono nel bacino dell'Amu Darya da est e fecero di Nakhsab la loro base temporanea.
La vita economica si sviluppò a Kashkadarya nel VII-VIII secolo. Per diversi anni Sogd fu governata dai re di Kesh. Le monete coniate durante il regno del re Shasheppi (Shishpar) di Kesh recavano l'iscrizione "Ikhshid Shishpar". Gli eserciti arabi invasero per la prima volta Kashkadarya nel 700, conquistando le città di Naxhab e Kesh e i villaggi circostanti. Qutaybah ibn Muslim riconquistò Kesh e Naxhab nel 710. Tuttavia, le proteste contro gli arabi ripresero a Karshi, Kesh e Naxhab (Nasaf). La rivolta di Muqanna, che fu uno dei centri principali di Kesh, si diffuse in tutta la Transoxiana. Nel IX-X secolo a Kashkadarya si svilupparono nuovamente la vita economica e sociale, la scienza e la cultura. Il nascondiglio era denominato "Qubbat ulilm wal adab".
Nell'estate del 1220, gli invasori mongoli invasero Kashkadarya e distrussero le città e i villaggi di Naxhab, Kesh e Guzar. Solo dopo l'insediamento dei Mongoli (nel XIV secolo) venne fondata una nuova città, Karshi, nei pressi del palazzo costruito da Kepak Khan (1318-1326). Nel XIV e XV secolo, durante i regni di Tamerlano e Ulugbek, a Shahrisabz furono costruiti numerosi edifici monumentali: palazzi, moschee, mausolei, ecc. Shahrisabz divenne la città principale dell'oasi. Durante il periodo del Khanato di Ashtar, il movimento per l'indipendenza dal Khanato di Bukhara si intensificò a Karshi e Shahrisabz. Durante la dinastia Mangid, Karshi divenne una provincia il cui governatore sarebbe stato l'erede al trono.
La regione di Kashkadarya è famosa per la sua antica storia e per i monumenti della sua antica cultura. La regione ha prodotto grandi scienziati, scrittori e poeti, artisti famosi, bakhshi, artisti del popolo e pittori.
Nell'anno accademico 2004/05 nella regione di Kashkadarya, più di 620.000 studenti hanno ricevuto istruzione in 1.094 scuole di istruzione generale, tra cui 34 scuole specializzate, 4 scuole speciali, 3 ginnasi e altre. La regione conta 62 istituti professionali (49 mila studenti), 4 licei accademici (2 mila studenti), 18 scuole di musica per bambini (1,7 mila studenti), 3 orfanotrofi, 2 istituti di istruzione superiore (Università di Karshi, Istituto di ingegneria ed economia di Karshi; 10 Ci sono circa 4 mila studenti. Museo delle tradizioni locali di Kashkadarya (città di Karshi), Museo di Amir Temur (città di Shakhrisabz), teatro regionale di dramma musicale, teatro regionale di marionette, "Vecchia Moschea", studi teatrali "Muloqot", filiali regionali di "Uzbekraqs", "Uzbeknavo", canzone e opera una direzione di danza. Ci sono 464 biblioteche pubbliche (fondo librario di 3.930.000 copie), 148 istituti di circolo e 6 parchi culturali e ricreativi. Sono attivi 16 gruppi di canti e danze popolari, 2 gruppi folkloristici ed etnografici, 373 gruppi artistici amatoriali e altre istituzioni culturali.
Artisti onorati dell'Uzbekistan nella regione di Kashkadarya: Rakhimjon Komiljonov, Sadriddin Salimov, Isoq Turayev; Hofessant del popolo dell'Uzbekistan Olmas Saidjonov; Bakhshi del popolo dell'Uzbekistan: Shomurod Bakhshi Togayev, Qahhor Bakhshi Rakhimov; Artisti popolari dell'Uzbekistan: Farogat Rahmatova, Ikroma Boltayeva, Zamira Suyunova, Maryam Sattorova, Nasiba Sattorova, Husan Amirkulov, Mukhtarama Nasirova; Artisti onorati dell'Uzbekistan: Tajiddin Murodov, Oygul Khalilova, Bahriddin Rahmonov, Zebo Tursunova hanno raggiunto l'età adulta.
L'oasi di Kashkadarya un tempo ospitava circa 300 Nasafidi e decine di Keshi. La regione ha celebrato su scala internazionale il 660° anniversario di Amir Temur nel 1996 e il 2700° anniversario della città di Shahrisabz nel 2003. Nella regione di Kashkadarya ci sono dipartimenti e diversi hotel appartenenti alla Compagnia nazionale repubblicana "Uzbektourism". Nel 2004 la regione è stata visitata da oltre 31.000 turisti.
Dal 17 febbraio 1927 al 15 gennaio 1938 appartenne al distretto di Kashkadarya.
Il 15 gennaio 1938 venne annessa alla regione di Bukhara.
Riorganizzato il 20 gennaio 1943.
Fu annessa alla regione di Surkhandarya il 25 gennaio 1960.
Fu riorganizzata il 7 febbraio 1964.